# Patrick Musimu
Patrick Musimu (Kinshasa, 10 de dezembro de 1970 - 22 de Julho de 2011) foi um mergulhador belga praticante de Mergulho Livre, que em junho de 2005, bateu os -171 metros do francês Loiic Leferme, chegando a marca dos -209,6 metros de profundidade, batendo o recorde de mergulho livre, mas não teve o seu recorde oficializado porque não havia juízes da federação da modalidade AIDA, pois esses achavam que ele acabaria morrendo.
Musimu morreu em 22 de julho de 2011 durante um treinamento solo em piscina, sendo encontrado por sua esposa e filha.